# NASCAR '14
NASCAR '14 est un jeu vidéo de course développé par Eutechnyx et édité par Deep Silver, sorti en 2014 sur PlayStation 3, Xbox 360 et Windows.

## Accueil
- Canard PC : « NASCAR '14 n'est en aucun cas la mise au propre attendue »[1]
- GamesRadar+ : 3,5/5[2]
- Jeuxvideo.com : 13/20[3]